# Bambi-Verleihung 1976
Die 27. Bambi-Verleihung fand am 16. Januar 1976 im Bayerischen Hof in München statt. Die Preise beziehen sich auf das Jahr 1975.

## Die Verleihung
1976 gab es eine eher nebensächliche Neuerung: Die Bambis wurden erstmals durch prominente Laudatoren überreicht. Etwas Aufsehen erregte eine Verwechslung. Yves Montand erhielt den für Mildred Scheel vorgesehenen Bambi (mit eingraviertem Namen).

## Preisträger
Aufbauend auf der Bambidatenbank.

### Beliebtester Fernsehliedermacher
Otto Waalkes

 Laudatio: Rudi Carrell

### Beliebtester politischer Fernsehjournalist
Friedrich Nowottny

### Beste darstellerische Leistung in einem ausländischen Film
Liv Ullmann in Szenen einer Ehe

### Beste darstellerische Leistung in einem deutschen Film
Helmut Griem in Ansichten eines Clowns

### Bestes Lustspielpaar
Yves Montand und Catherine Deneuve in Die schönen Wilden

 Laudatio: Kessler-Zwillinge

### Beliebteste Fernsehserie
Peter Falk für Columbo

### Bestes Drehbuch
Edmund Wolf für LH 615 – Operation München

 Laudatio: Petra Schürmann

### Größte Fernsehshow
Mildred Scheel für Treffpunkt Herz

 Laudatio: Franz Burda

### Bester Sportreporter
Helmuth Bendt für Das aktuelle Sportstudio

### Beste Fernsehserie
Michael Douglas für Die Straßen von San Francisco

### Bester Nachwuchs (Fernsehen)
Susanne Uhlen